# Mastododera velutina
Mastododera velutina là một loài bọ cánh cứng trong họ Cerambycidae.